# Cu-jung-tiao
Cu-jung-tiao (čínsky pchin-jinem Zū Yōng Dìao, znaky zjednodušené 租庸调, tradiční 租庸調) byl systém zdanění v tchangské Číně zavedený roku 624 a zrušený roku 780. Spočíval v dani v zrnu (cu), robotě (jung) a látkách (tiao) placené poplatníky – práceschopnými muži – v pevně stanovené výši bez ohledu na jejich majetek nebo příjmy, to jest v podstatě byla variantou daně z hlavy.
Po vzoru říše Tchang přijaly analogický systém zdanění i tehdejší Japonsko (období Asuka) a Korea. 

## Historie
Daň cu-jung-tiao byla spojena s politikou vyrovnání pozemkového vlastnictví v systému stejných polí a efektivně fungovala, dokud existovala početná třída drobných rolníků obdělávajících svá „stejná pole“. Systém rovných polí vytvořil množství rolníků užívajících příděly státní půdy. Každý dospělý muž, který zpravidla obdělával svůj příděl, byl pak zapsán do seznamu plátců daně a odváděl státu pevné množství zrna, látek a roboty. 
Daň navazovala na daňový systém říše Suej, který také předpokládal u daňových poplatníků malé a rovné pozemkové vlastnictví. Suejská daň byla placena v zrnu (3 š’ na rodinu, cca 178 litrů), v látkách (20 stop hedvábí nebo lněného plátna plus tři liangy, tj. cca 120 g, hedvábné nebo konopné příze) a v dvacetidenní robotě dospělých mužů. Od roboty byli osvobozeni muži pod 17 a přes 59 let, ženy, úředníci, aristokraté a vyznamenané osoby.
Daň cu-jung-tiao byla zavedena roku 624, šest let po vzniku říše Tchang. Bylo stanoveno, že dospělý muž (kche-kchou, 課口, nebo ting, 丁), který teoreticky obdělával svůj příděl, má platit 
- 2 tany (119 litrů) zrna,[2] pokud pěstoval proso (na severu) a 3 tany zrna na jihu, kde se pěstovala rýže.[3]
- 2 čangy (6,22 metrů) hedvábné látky. Pokud bylo hedvábí nahrazeno konopím nebo ramií, byla daň o pětinu vyšší, to jest 2,4 čangy (7,46 metrů).[2] Kromě toho odváděl tři liangy příze, hedvábné nebo konopné podle regionu.[3]
- A sloužit 20 dnů státní roboty.[2]

Množství odváděného obilí odpovídalo zhruba 2 až 3 % úrody. Od roboty byli osvobozeni aristokraté, úředníci 5. a vyššího stupně, nositelé vyznamenání a čestných titulů. Robota byla často nahrazena platbou v látkách, a sice třemi desetinami čangu (cca 93 cm) hedvábné látky, případně opět o pětinu větším množstvím látky konopné. Na jihu byly odvody látek nahrazovány také platby v zrnu. Ženy daně neplatily. V případech, kdy vláda vyžadovala větší množství roboty, než byla dvacetidenní norma, za dodatečných 15 dní roboty se odpouštěla daň v látkách a za dalších 15 dní i daň v zrnu. To jest zákon připouštěl maximálně 50 dnů roboty. Podle Tchangského zákoníku byla daň placena muži mezi 21 a 59 léty věku. Ženy byly zařazeny mezi daňové poplatníky pouze pokud ve zdaňované domácnosti (kche-chu, 課戶) chyběl muž.
Látky byly úřady vybírány v osmém měsíci roku, zrno v závislosti na období sklizně, do sýpek hlavního města přicházelo v jedenáctém měsíci. Daň  cu-jung-tiao nebyla jedinou daní tchangské Číny, kromě ní obyvatelstvo platilo daň z domácnosti (chu-šuej, 戶稅) v mincích a pozemkovou daň (ti-šuej, 地稅) v zrnu. Nicméně byla hlavním zdrojem státních příjmů. Například podle encyklopedie Tchung-tien (sestavené kolem roku 770 a dokončované do roku 801) v éře Tchien-pao (742–756) přinášela tři čtvrtiny státních příjmů. Konkrétně encyklopedie uvádí, že 8,2 milionu poplatníků daně cu-jung-tiao odvedlo 12,6 milionu tanů zrna, hedvábných látek 7,4 milionu štůčků (tj. 92 milionu metrů) a 18,5 milionu tchun (tj. 4140 tun) příze, ostatních látek 16,05 milionu tuanů (tj. 249,6 milionu metrů). Kdežto 8,9 milionu domácností zaplatilo na dani z domácnosti 22,2 milionu šňůr (kuan) měďáků a na dani z pozemků 12,46 milionu tanů zrna.
Výběr daně cu-jung-tiao předpokládal u každého poplatníka příjem z jeho pole. Už od druhé poloviny 7. století, za vlády císaře Kao-cunga a císařovny Wu, započal trend ke koncentraci pozemkového vlastnictví, když majitelé velkých statků začali pohlcovat pozemky užívané samostatně hospodařícími rolníky. Rolníci bez pozemků následně ztratili schopnost platit daň. S postupujícími roky problémy s lidmi bez majetku jen narůstaly, rolníci bez půdy se toulali ve snaze o nalezení obživy, nebyli zapsáni v daňových registrech a vláda nad nimi ztrácela kontrolu. Nakonec po povstání An Lu-šana a související dezorganizaci státní správy daň cu-jung-tiao ztratila svůj význam, protože během povstání zahynulo mnoho lidí a následně velké části Číny získaly autonomii na ústřední vládě. V důsledku toho výrazně kleslo množství registrovaných daňových poplatníků a v systému cu-jung-tiao se nedařilo se vybírat dostatečné sumy zrna a látek.
Roku 780 byla daň cu-jung-tiao na návrh kancléře Jang Jena zrušena a nahrazena systémem dvojí daně.

## Mimo Čínu
V Japonsku roku 645 princ Naka no Óe (později císař Tendži) a Nakatomi no Kamatari svrhli rod Soga a začali reformovat japonský stát a společnost. Součástí reforem Taika vyhlášených roku 646 byla i reorganizace pozemkového vlastnictví podle vzoru tchangského systému rovných polí a zavedení daní podle vzoru daně cu-jung-tiao.
Daňový systém podle tchangského vzoru přijal i korejský stát Silla.